# 긴 여행의 시작
《긴 여행의 시작》은 대한민국의 음악 그룹인 에피톤 프로젝트의 미니 음반이다.

## 수록곡
1. 긴 여행의 시작
2. 눈을 뜨면
3. 좋았던 순간은 늘 잔인하다
4. 그대는 어디에 (feat. 한희정) (지붕뚫고 하이킥! 삽입곡)
5. 봄날, 벚꽃 그리고 너
6. 잡음
7. 나는 그 사람이 아프다 (feat. 타루)
8. 희망고문
9. 꿈에 네가 보인다
10. 간격은 허물어졌다
11. 편린일지라도, 내 잃어버린 기억
12. 환절기